# Сема Кечік
Сема Кечік Карабель (тур. Sema Keçik Karabel; 1 січня 1965) — турецька акторка театру і кіно. Відома за роллю Дайє-хатун у телесеріалі «Величне століття. Роксолана».

## Біографія
Народилася 1 січня 1965 року в місті Агри.
З дитинства мріяла про акторську кар'єру. Закінчила театральне відділення Державної консерваторії імені Мімара Сінана. Ще в студентські роки Кечік брала найактивнішу участь у театральних постановках у себе на Батьківщині, зарекомендувавши себе як відповідальна і виконавча студентка. Її амбіції сягали далеко за межі рідної Туреччини: Сема Кечік брала участь у міжнародних театральних постановках у Франції, Індії, Австрії.
Вірна театру Сема довгий час відкидала пропозиції почати кар'єру в кіно. Але потім все ж таки здалася, з'явившись спочатку в фільмі «Удар», а потім і в серіалі «Якби я став хмарою». Справжній успіх і величезна популярність прийшли до актриси після її участі в серіалі «Величне століття. Роксолана», який на даний момент вважається одним з головних дітищ сучасного турецького кінематографа. Серіал зібрав величезну глядацьку аудиторію й немислимі рейтинги. Про Сему Кечік нарешті заговорили у всьому світі.
Зараз Сема продовжує зніматися в серіалі «Величне століття», поєднуючи зйомки з акивным участю в театральних постановках. Незважаючи на те, що саме історія про кохання Сулеймана Пишного і зухвалої слов'янки принесла їй популярність, Сема продовжує вважати себе в першу чергу театральною актрисою.

## Фільмографія
- 2003 — Удар | Yazı Tura — Нуртен
- 2009 — Якби я став хмарою (серіал) | Bir Bulut Olsam — Дюріє Булут
- 2011-2012 — Величне століття. Роксолана (серіал) | Muhteşem Yüzyıl — Дайє-хатун